# Borja García

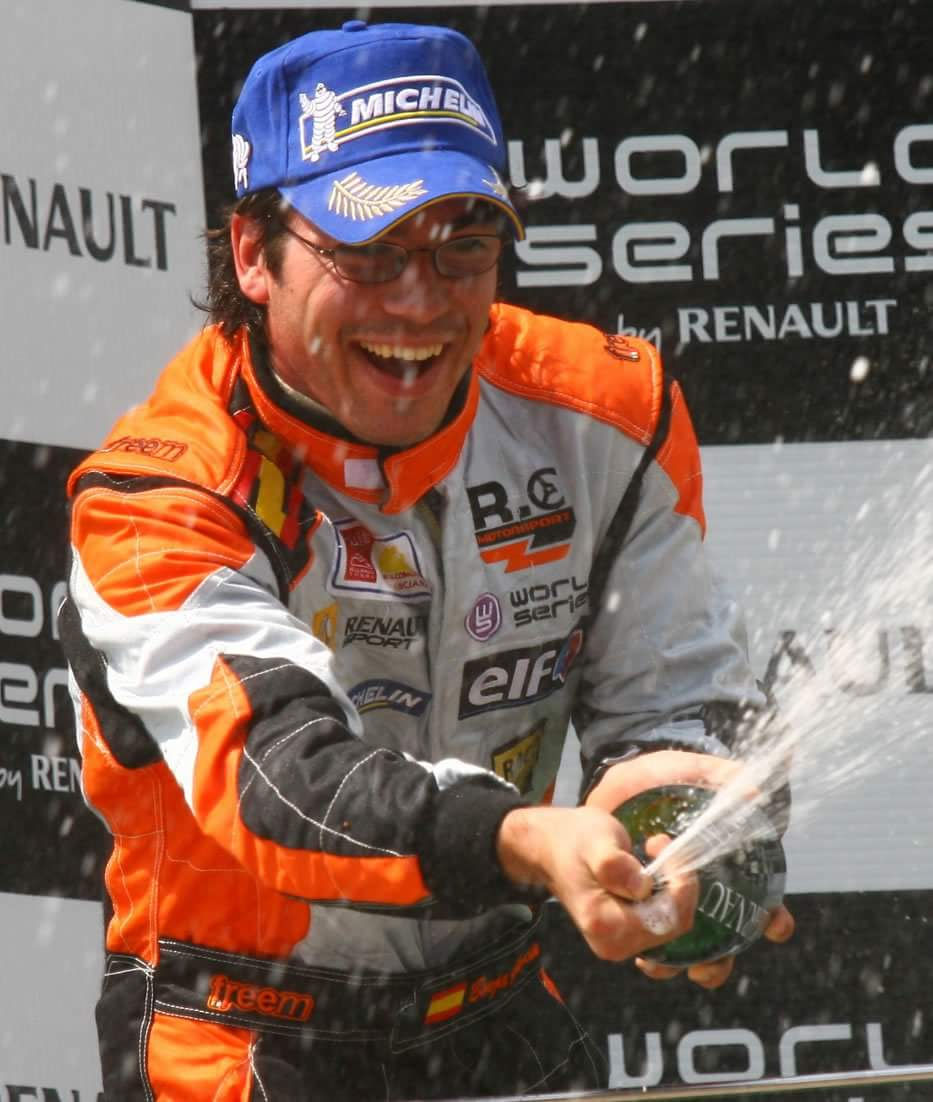
Borja García

Borja García (* 15. Dezember 1982 in Valencia, Spanien) ist ein spanischer Rennfahrer.
Seine Karriere startete er 1993 beim Kartfahren, wo er bis 1999 blieb. 2000 wechselte er zur spanischen Formel Toyota, in der er sofort den Titel holte, bevor er 2001 zur Formel Nissan 2000 wechselte. Dort fuhr er für das Campos-Team, das jetzt in der GP2-Serie mitfährt. Er blieb in der Formel Nissan bis 2002, in der er für die beiden Teams Esuela Lois und Venturini fuhr, während er zwischendurch auch in der spanischen Formel 3 für das GTA-Team fuhr.
2003 fuhr er die gesamte spanischen Formel-3-Saison mit demselben Team, bevor er 2004 zu Racing Engineering wechselte. Mit diesem Team fuhr er gleich den Titelgewinn ein. Trotz seines Erfolgs blieb er bei dem Rennstall, als dieser 2005 in die GP2-Serie wechselte. Dort war sein Teamkollege Neel Jani. In der Saison 2005 blieb der Erfolg allerdings aus, García wurde nur 14.
2006 wechselte er in die Formel Renault 3.5 zum Team RC Motorsport. Der Erfolg stellte sich wieder ein und García wurde Vizemeister. Dies führte ihn 2007 in die GP2-Serie zurück, wo er für das Team Durango fuhr und die Saison auf dem zehnten Platz abschloss.

## GP2-Ergebnisse
| Saison      | Teamname           | Rennen | Polepositionen | Siege | Punkte | Endplatzierung |
| ----------- | ------------------ | ------ | -------------- | ----- | ------ | -------------- |
| Saison 2005 | Racing Engineering | 22     | 0              | 0     | 17,5   | 14.            |
| Saison 2007 | Racing Engineering | 21     | 0              | 0     | 28     | 10.            |

## Ergebnisse Formel Renault 3.5
| Saison      | Teamname      | Rennen | Polepositionen | Siege | Punkte          | Endplatzierung |
| ----------- | ------------- | ------ | -------------- | ----- | --------------- | -------------- |
| Saison 2006 | RC Motorsport | 16     | 0              | 1     | 107             | 2.             |
| Saison 2008 | RC Motorsport | 5      | 0              | 5     | (Stand Juni 06) |                |